# Juan de la Puente
Juan Alfonso de la Puente Bordonaba (* 14. Januar 1956 in Gijón) ist ein ehemaliger spanischer Handballspieler und Handballfunktionär.

## Handballkarriere

### Verein
Juan de la Puente lernte das Handballspielen in seiner Heimatstadt Gijón am Institut Jovellanos und am Colegio de la Immaculada. Nach zwei Jahren in der Mannschaft von RGC Covadonga wechselte er zu Atlético Madrid. Mit den Hauptstädtern gewann er die spanische Meisterschaft 1978/79, 1980/81, 1982/83, 1983/84 und 1984/85 sowie die Copa del Rey 1977/78, 1978/79, 1980/81 und 1981/82. Im Europapokal der Landesmeister 1984/85 unterlag er erst in den Finalspielen dem jugoslawischen Verein Metaloplastika Šabac. Ab 1985 lief er für den FC Barcelona auf. Mit Barça gewann er die spanische Meisterschaft 1985/86, 1987/88, 1988/89 und 1989/90, die Copa del Rey 1987/88 und 1989/90, die Supercopa de España 1986/87, 1988/89 und 1989/90, die katalanische Liga 1986/87 und 1987/88 sowie den Europapokal der Pokalsieger 1985/86. In den Finalspielen des Europapokal der Landesmeister 1989/90 unterlag er mit Barcelona dem sowjetischen Verein SKA Minsk. Ab 1990 ließ er seine Laufbahn bei SCDR Anaitasuna in Pamplona ausklingen.

### Nationalmannschaft
Mit der spanischen Juniorennationalmannschaft gewann de la Puente die Silbermedaille bei den Mittelmeerspielen 1975.
In der spanischen A-Nationalmannschaft debütierte de la Puente beim 20:27 gegen Rumänien am 24. Februar 1976 in Ploiești.
Er stand im Aufgebot für die Weltmeisterschaft 1978 (10. Platz), die B-Weltmeisterschaft 1979 (1. Platz), die Olympischen Spiele 1980 in Moskau (5. Platz), die Weltmeisterschaft 1982 (8. Platz), die B-Weltmeisterschaft 1983 (6. Platz), die Mittelmeerspiele 1983 (3. Platz), den World Cup 1984, die Olympischen Spiele 1984 in Los Angeles (8. Platz), die Weltmeisterschaft 1986 (5. Platz), den World Cup 1988 und die Olympischen Spiele 1988 in Seoul (10. Platz). Insgesamt bestritt er 186 Länderspiele, in denen er 228 Tore erzielte.

## Sonstiges
Nach seiner aktiven Laufbahn übernahm de la Puente zweimal den Posten des Direktors der Königlichen spanischen Handballföderation (RFEBM). Bereits Anfang der 1990er Jahre gründete er ein Medizintechnik-Unternehmen in Pamplona.
Seine Brüder Mariano und Jésus († 2011) waren Nationalspieler im Rugby, Schwester María Pilar im Volleyball.